# Frankie Darro
Frankie Darro (* 22. Dezember 1917 in Chicago, Illinois; † 25. Dezember 1976 in Huntington Beach, Kalifornien; eigentlich Frank Johnson Jr.) war ein US-amerikanischer Filmschauspieler.

## Leben
Frankie Darro wurde 1917 als Sohn von Frank und Ada Johnson (geb. Seigest) in Chicago geboren. Durch seine Eltern, die als „The Flying Johnsons“ am Trapez im Zirkus auftraten, stieg Darro früh ins Showgeschäft ein. Mit sechs Jahren wirkte er in seinem ersten Film mit. Es folgten eine Reihe von Stummfilmen wie Little Mickey Grogan (1927) und The Circus Kid (1928), mit denen er zum Kinderstar avancierte. Durch seine kleine Statur und sein jugendliches Äußeres wurde der nur 1,60 Meter große Schauspieler mit über 20 Jahren noch als Teenager besetzt. Dabei war er mehrfach als Jockey zu sehen, so zum Beispiel in Charlie Chan beim Pferderennen (1936) und Die Marx Brothers: Ein Tag beim Rennen (1937). Zumeist jedoch spielte er Jungen, die auf die schiefe Bahn geraten, wie in dem B-Film Juvenile Court (1938), wo er den Anführer einer Bande und den Bruder von Rita Hayworth spielte. Eine Hauptrolle hatte er in William A. Wellmans Jugenddrama Kinder auf den Straßen (1933), in dem er einen Jugendlichen verkörperte, der während der Großen Depression obdachlos durch die Vereinigten Staaten zieht. Charakteristisch für ihn war seine stets heisere Stimme, die 1940 auch in seiner Sprechrolle als Lampwick in Walt Disneys Zeichentrickfilm Pinocchio zum Einsatz kam. 
Als er älter wurde, erhielt Darro nur noch wenige Angebote, weshalb er sich während der 1940er Jahre mit kleinen Rollen in minderwertigen Produktionen über Wasser halten musste und zum Ende der Dekade als Stuntdouble arbeitete. In den 1950er Jahren wirkte er nur noch sporadisch in Filmproduktionen mit, wie beispielsweise als Roboter Robby in dem Science-Fiction-Film Alarm im Weltall (1956) oder als Sklave in Cecil B. DeMilles Monumentalepos Die zehn Gebote (1956). Bis 1975 war er hingegen mehrfach in US-amerikanischen Fernsehserien zu sehen, unter anderem in Alfred Hitchcock präsentiert, Perry Mason, The Addams Family und Batman.
Von seiner ersten Frau Aloha Wray wurde er 1941 geschieden. Mit seiner zweiten Frau Betty, die 1951 die Scheidung einreichte, hatte er eine Tochter, Darlene. Frankie Darro starb 1976 im Alter von 59 Jahren an einem Herzinfarkt, als er Freunde im kalifornischen Huntington Beach besuchte. Seine Asche wurde über dem Pazifischen Ozean verstreut.

## Filmografie (Auswahl)
- 1924: Judgment of the Storm
- 1924: Der kleine Steuermann (Half-a-Dollar Bill)
- 1924: Das rote Signal (The Signal Tower)
- 1924: Ihr Junge (So Big)
- 1925: Ein König im Exil (Confessions of a Queen)
- 1926: Das rollende Haus (Mike)
- 1926: Der Cowboykönig der kalifornischen Berge (Born to Battle)
- 1926: Es war (Flesh and the Devil)
- 1926: Kiki
- 1927: Die Schuld des Tom Carrigan (The Desert Pirate)
- 1927: Little Mickey Grogan
- 1928: The Circus Kid
- 1929: Kameraden im Westen (Blaze o’ Glory)
- 1931: Der öffentliche Feind (The Public Enemy)
- 1932: Three on a Match
- 1933: Die Hafen-Annie (Tugboat Annie)
- 1933: Das Teufelspferd (The Devil Horse)
- 1933: Kinder auf den Straßen (Wild Boys of the Road)
- 1933: The Mayor of Hell
- 1934: Broadway Bill
- 1934: Little Men
- 1935: Stranded
- 1936: Charlie Chan beim Pferderennen (Charlie Chan at the Race Track)
- 1937: Die Marx Brothers: Ein Tag beim Rennen (A Day at the Races)
- 1937: Saratoga
- 1938: Juvenile Court
- 1938: Tough Kid
- 1939: Irish Luck
- 1940: Chasing Trouble
- 1940: Pinocchio (Sprechrolle)
- 1941: The Gang’s All Here
- 1942: Junior G-Men of the Air
- 1944: Take It or Leave It
- 1946: Freddie Steps Out
- 1946: High School Hero
- 1947: Sarge Goes to College
- 1948: Heart of Virginia
- 1948: The Babe Ruth Story
- 1949: Sons of New Mexico
- 1950: Lach und wein mit mir (Riding High)
- 1950: Mein Leben gehört mir (A Life of Her Own)
- 1950: Gefährliche Mission (Wyoming Mail)
- 1951: Karawane der Frauen (Westward the Women)
- 1952: Pat und Mike (Pat and Mike)
- 1952: Verkauft und verraten (The Sellout)
- 1956: Alarm im Weltall (Forbidden Planet)
- 1956: Die zehn Gebote (The Ten Commandments)
- 1956: Roy Bean, ein Richter im wilden Westen (Judge Roy Bean) (TV-Serie, zwei Folgen)
- 1958–1964: Perry Mason (TV-Serie, zwei Folgen)
- 1959: Unternehmen Petticoat (Operation Petticoat)
- 1960: Die Unbestechlichen (The Untouchables) (TV-Serie, eine Folge)
- 1960–1962: Alfred Hitchcock präsentiert (Alfred Hitchcock Presents) (TV-Reihe, zwei Folgen)
- 1962: Mr. Ed (Mister Ed) (TV-Serie, eine Folge)
- 1964: Die Unersättlichen (The Carpetbaggers)
- 1964: Der Tölpel vom Dienst (The Disorderly Orderly)
- 1965: The Addams Family (TV-Serie, eine Folge)
- 1966: Batman (TV-Serie, zwei Folgen)
- 1969: Jerry, der Herzpatient (Hook, Line and Sinker)
- 1975: Fugitive Lovers